# Erich Melchior Lunde
Erich Melchior Lunde (* 7. Mai 1672 in Pattensen; † 15. August 1726 in Osterode am Harz) war ein deutscher lutherischer Theologe und Generalsuperintendent der Generaldiözese Grubenhagen und auf dem Harz.

## Leben
Erich Melchior Lunde war ein Sohn des Pastors Jonas Lunde (1637–1702) und der Ilse Dorothea geb. Schmidt (geb. 1651). Nach dem Studium der Theologie wurde er 1700 seinem Vater als Adjunkt in Mandelsloh beigegeben. 1701 übernahm er dessen Stelle. 1708 wurde er als Superintendent nach Osterode berufen, wo er zunehmend Vertrauen gewinnen und den Widerstand der Ortsgeistlichkeit gegen die landesherrschaftliche Bevormundung durchbrechen konnte. 1710 wurde das geistliche Stadtministerium unter der Führung des Pastor primarius der Aegidienkirche aufgelöst. Damit waren alle Geistlichen der Stadt dem Superintendenten unterstellt. Nach dem Tod von Caspar Calvör wurde Lunde 1. März 1726 zum Generalsuperintendenten ernannt. In seine kurze Amtszeit fällt eine Neuordnung der kirchlichen Verwaltungsstrukturen, durch die die Gemeinden Herzberg, Eisdorf, Elbingerode, Hattorf, Wulften, Schwiegershausen, Dorste, Nienstedt-Förste und Sieber zu Osterode kamen. Lunde starb schon nach wenigen Monaten am 15. August 1726 und wurde in der Schlosskirche St. Jacobi in Osterode beigesetzt. Auf der dortigen Empore befindet sich sein Ölporträt.
Er war seit 1705 verheiratet mit Margarethe Charlotte Erythropel (geb. 1684 in Hannover), Tochter des Oberhofpredigers David Rupert Erythropel und der Hedwig Catharina Engelbrecht. Sein Sohn David Georg (1706–1769) wurde Pastor in Lohe und Superintendent in Sulingen und Wunstorf; er hatte noch mindestens zwei weitere Söhne.

## Schriften
- Das gute oder beste Theil Gläubiger Kinder Gottes ... Bey ansehnlicher und Volckreicher Beerdigung Der ... Anna Juliana Fischers Des ... Johann Henrich Rettbergs ... hinterbliebenen Frau Wittwen, Als dieselbe den 25. T. Octobr. Abends zu 4. Uhren des 1715. Jahrs ... verschieden ... / Vorgestellet von, Erico Melchiore Lunden ..., Clausthal, gedruckt mit Wilckischen Schrifften, 1715; Digitalisat über die Staats- und Universitätsbibliothek Göttingen